# Campeonato Sudamericano de Clubes de Voleibol Femenino 2025
El Campeonato Sudamericano de Clubes de Voleibol Femenino de 2025 fue la trigésima octava edición del torneo de voleibol femenino más importante a nivel de clubes en Sudamérica. Se disputó del 7 al 11 de marzo de 2025 en Belo Horizonte, Brasil, con la participación de siete clubes de seis países y otorgó dos plazas para el Campeonato Mundial de Clubes de la FIVB de 2025. Una de las novedades del campeonato fue el regreso de un club argentino a la competencia desde 2020.

## País anfitrión y ciudad sede
La Confederación Sudamericana de Voleibol anunció que Belo Horizonte sería sede del torneo en el 2025, con el club Gerdau/Minas actuando como local.

## Formato
Los equipos se dividieron en dos grupos, donde se enfrentaron en un sistema de todos contra todos. Los dos primeros de cada zona avanzaron a las semifinales, enfrentándose de manera cruzada entre aquellos que ocuparon la primera y segunda colocación de cada grupo. Los dos finalistas consiguieron una plaza para el Campeonato Mundial de Clubes de la FIVB de 2025.

## Equipos participantes
| Países    | Cupos | Equipos                 |
| --------- | ----- | ----------------------- |
| Brasil    | 2     | Dentil Praia Clube      |
| Brasil    | 2     | Gerdau Minas            |
| Perú      | 1     | Alianza Lima            |
| Argentina | 1     | Estudiantes de La Plata |
| Chile     | 1     | Deportivo Murano        |
| Uruguay   | 1     | Atlético Barbato        |
| Bolivia   | 1     | San Martín              |

## Primera fase
- Los horarios corresponden al huso horario de Belo Horizonte, Minas Gerais, Brasil (UTC-3)

### Grupo A

#### Posiciones
| Pos. | Equipo                  | Pts | PG | PP | SG | SP | PG  | PP  |
| ---- | ----------------------- | --- | -- | -- | -- | -- | --- | --- |
| 1.°  | Gerdau Minas            | 6   | 2  | 0  | 6  | 0  | 150 | 73  |
| 2.°  | Estudiantes de La Plata | 3   | 1  | 1  | 3  | 4  | 143 | 156 |
| 3.°  | Deportivo Murano        | 0   | 0  | 2  | 1  | 6  | 110 | 174 |

|  | Clasificados a semifinales. |

#### Resultados
|            | Hora  | Equipo 1                | Res.  | Equipo 2                | Set 1 | Set 2 | Set 3 | Set 4 | Set 5 | Total   | Reporte |
| ---------- | ----- | ----------------------- | ----- | ----------------------- | ----- | ----- | ----- | ----- | ----- | ------- | ------- |
| 7 de marzo | 20:30 | Gerdau Minas            | 3 – 0 | Deportivo Murano        | 25-10 | 25-9  | 25-10 | -     | -     | 75 – 29 | 003     |
| 8 de marzo | 20:00 | Gerdau Minas            | 3 – 0 | Estudiantes de La Plata | 25-12 | 25-18 | 25-14 | -     | -     | 75 – 44 | 006     |
| 9 de marzo | 17:30 | Estudiantes de La Plata | 3 – 1 | Deportivo Murano        | 25-18 | 24-26 | 25-22 | 25-15 | -     | 99 – 81 | 008     |

### Grupo B

#### Posiciones
| Pos. | Equipo             | Pts | PG | PP | SG | SP | PG  | PP  |
| ---- | ------------------ | --- | -- | -- | -- | -- | --- | --- |
| 1.º  | Alianza Lima       | 9   | 3  | 0  | 9  | 1  | 242 | 148 |
| 2.º  | Dentil Praia Clube | 6   | 2  | 1  | 7  | 3  | 238 | 158 |
| 3.°  | Atlético Barbato   | 2   | 1  | 2  | 3  | 8  | 176 | 251 |
| 4.°  | San Martín         | 1   | 0  | 3  | 2  | 9  | 163 | 258 |

|  | Clasificados a semifinales. |

#### Resultados
| Fecha      | Hora  | Equipo 1           | Res.  | Equipo 2         | Set 1 | Set 2 | Set 3 | Set 4 | Set 5 | Total     | Reporte |
| ---------- | ----- | ------------------ | ----- | ---------------- | ----- | ----- | ----- | ----- | ----- | --------- | ------- |
| 7 de marzo | 15:30 | Alianza Lima       | 3 – 0 | San Martín       | 25-9  | 25-7  | 25-7  | -     | -     | 75 – 23   | 001     |
| 7 de marzo | 18:00 | Dentil Praia Clube | 3 – 0 | Atlético Barbato | 25-10 | 25-11 | 25-8  | -     | -     | 75 – 29   | 002     |
| 8 de marzo | 15:00 | Alianza Lima       | 3 – 0 | Atlético Barbato | 25-9  | 25-12 | 25-16 | -     | -     | 75 – 37   | 004     |
| 8 de marzo | 17:30 | Dentil Praia Clube | 3 – 0 | San Martín       | 25-10 | 25-15 | 25-12 | -     | -     | 75 – 37   | 005     |
| 9 de marzo | 15:00 | San Martín         | 2 – 3 | Atlético Barbato | 21-25 | 25-21 | 19-25 | 25-22 | 11-15 | 101 – 108 | 007     |
| 9 de marzo | 20:00 | Dentil Praia Clube | 1 – 3 | Alianza Lima     | 23-25 | 25-17 | 20-25 | 20-25 | -     | 88 – 92   | 009     |

## Fase final

### Cuadro
|  | Semifinales             | Semifinales |              |                    | Final       | Final       |  |
|  | 10 de marzo             | 10 de marzo |              |                    | 11 de marzo | 11 de marzo |  |
|  |                         |             |              |                    |             |             |  |
|  |                         |             |              |                    |             |             |  |
|  | Gerdau Minas            | 2           |              |                    |             |             |  |
|  | Gerdau Minas            | 2           |              |                    |             |             |  |
|  | Dentil Praia Clube      | 3           |              |                    |             |             |  |
|  | Dentil Praia Clube      | 3           |              | Dentil Praia Clube | 3           |             |  |
|  |                         |             |              | Dentil Praia Clube | 3           |             |  |
|  |                         |             | Alianza Lima | 0                  |             |             |  |
|  | Alianza Lima            | 3           | Alianza Lima | 0                  |             |             |  |
|  | Alianza Lima            | 3           |              |                    |             |             |  |
|  | Estudiantes de La Plata | 0           |              |                    |             |             |  |
|  | Estudiantes de La Plata | 0           |              |                    |             |             |  |
|  |                         |             |              |                    |             |             |  |

|  | Tercer puesto           |   |  |
|  | 11 de marzo             |   |  |
|  |                         |   |  |
|  | Gerdau Minas            | 3 |  |
|  | Gerdau Minas            | 3 |  |
|  | Estudiantes de La Plata | 0 |  |
|  | Estudiantes de La Plata | 0 |  |

|  | Quinto puesto    |   |  |
|  | 10 de marzo      |   |  |
|  |                  |   |  |
|  | Deportivo Murano | 2 |  |
|  | Deportivo Murano | 2 |  |
|  | Atlético Barbato | 3 |  |
|  | Atlético Barbato | 3 |  |

### Resultados
- Los horarios corresponden al huso horario de Belo Horizonte, Minas Gerais, Brasil (UTC-3)

#### Semifinales
| Fecha       | Hora  | Equipo 1     | Res.  | Equipo 2                | Set 1 | Set 2 | Set 3 | Set 4 | Set 5 | Total   | Reporte |
| ----------- | ----- | ------------ | ----- | ----------------------- | ----- | ----- | ----- | ----- | ----- | ------- | ------- |
| 10 de marzo | 16:00 | Alianza Lima | 3 – 0 | Estudiantes de La Plata | 25-18 | 25-19 | 25-9  | -     | -     | 75 – 46 | 011     |
| 10 de marzo | 18:30 | Gerdau Minas | 2 – 3 | Dentil Praia Clube      | 25-21 | 25-11 | 23-25 | 19-25 | 7-15  | 99 – 97 | 012     |

#### Quinto puesto
| Fecha       | Hora  | Equipo 1         | Res.  | Equipo 2         | Set 1 | Set 2 | Set 3 | Set 4 | Set 5 | Total    | Reporte |
| ----------- | ----- | ---------------- | ----- | ---------------- | ----- | ----- | ----- | ----- | ----- | -------- | ------- |
| 10 de marzo | 13:30 | Deportivo Murano | 2 – 3 | Atlético Barbato | 25-21 | 18-25 | 15-25 | 25-21 | 14-16 | 97 – 108 | 010     |

#### Tercer puesto
| Fecha       | Hora  | Equipo 1     | Res.  | Equipo 2                | Set 1 | Set 2 | Set 3 | Set 4 | Set 5 | Total | Reporte |
| ----------- | ----- | ------------ | ----- | ----------------------- | ----- | ----- | ----- | ----- | ----- | ----- | ------- |
| 11 de marzo | 14:00 | Gerdau Minas | 3 – 0 | Estudiantes de La Plata | 25-14 | 25-5  | 25-16 | -     | -     | 75–35 | 013     |

#### Final
| Fecha       | Hora  | Equipo 1          | Res.  | Equipo 2     | Set 1 | Set 2 | Set 3 | Set 4 | Set 5 | Total   | Reporte |
| ----------- | ----- | ----------------- | ----- | ------------ | ----- | ----- | ----- | ----- | ----- | ------- | ------- |
| 11 de marzo | 21:00 | Dentil Praia Club | 3 – 0 | Alianza Lima | 25-15 | 25-12 | 25-19 | -     | -     | 75 – 46 | 014     |

## Cuadro de clasificación
| Posición | Equipo                  | Clasificación                              |
| -------- | ----------------------- | ------------------------------------------ |
|          | Dentil Praia Clube      | Campeonato Mundial Femenino de Clubes 2025 |
|          | Alianza Lima            | Campeonato Mundial Femenino de Clubes 2025 |
|          | Gerdau Minas            |                                            |
| 4.°      | Estudiantes de La Plata |                                            |
| 5.°      | Atlético Barbato        |                                            |
| 6.°      | Deportivo Murano        |                                            |
| 7.°      | San Martín              |                                            |

## Estadísticas

### Máximas anotadoras
| Pos. | Jugadoras        | Dorsal | Equipos                 | Puntos |
| ---- | ---------------- | ------ | ----------------------- | ------ |
| 1.°  | Camila           | 14     | Atlético Barbato        | 76     |
| 2.°  | Payton Caffrey   | 14     | Dentil Praia Clube      | 68     |
| 3.°  | Sofya Kuznetsova | 7      | Dentil Praia Clube      | 62     |
| 4.°  | Maëva Orlé       | 10     | Alianza Lima            | 53     |
| 5.°  | Adenizia         | 5      | Dentil Praia Clube      | 51     |
| 6.°  | Kisy             | 9      | Gerdau Minas            | 51     |
| 7.°  | Ysabella Sánchez | 18     | Alianza Lima            | 49     |
| 8.°  | Melissa Páez     | 5      | Atlético Barbato        | 49     |
| 9.°  | Sonaly Cidrão    | 14     | Alianza Lima            | 48     |
| 10.° | Martina Delucchi | 6      | Estudiantes de La Plata | 46     |

### Mejores bloqueadoras
| Pos. | Jugadoras        | Dorsal | Equipos            | Puntos de bloqueo |
| ---- | ---------------- | ------ | ------------------ | ----------------- |
| 1.°  | María Bianchi    | 7      | Atlético Barbato   | 21                |
| 2.°  | Adenizia         | 5      | Dentil Praia Clube | 19                |
| 3.°  | Thaisa           | 6      | Gerdau Minas       | 15                |
| 4.°  | Julia Kudiess    | 8      | Gerdau Minas       | 8                 |
| 5.°  | Maëva Orlé       | 10     | Alianza Lima       | 7                 |
| 6.°  | Nia Reed         | 11     | Dentil Praia Clube | 7                 |
| 7.°  | Payton Caffrey   | 14     | Dentil Praia Clube | 7                 |
| 8.°  | Sofya Kuznetsova | 7      | Dentil Praia Clube | 6                 |
| 9.°  | Kisy             | 9      | Gerdau Minas       | 6                 |
| 10.° | Melissa Páez     | 5      | Atlético Barbato   | 5                 |

### Mejores sacadoras
| Pos. | Jugadoras        | Dorsal | Equipos            | Puntos de saque |
| ---- | ---------------- | ------ | ------------------ | --------------- |
| 1.°  | Sofya Kuznetsova | 7      | Dentil Praia Clube | 8               |
| 2.°  | Maëva Orlé       | 10     | Alianza Lima       | 6               |
| 3.°  | Milka            | 18     | Gerdau Minas       | 6               |
| 4.°  | Payton Caffrey   | 14     | Dentil Praia Clube | 5               |
| 5.°  | Camila           | 14     | Atlético Barbato   | 5               |
| 6.°  | Elisa Sandrock   | 9      | Deportivo Murano   | 5               |
| 7.°  | Ysabella Sánchez | 18     | Alianza Lima       | 4               |
| 8.°  | Nia Reed         | 11     | Dentil Praia Clube | 4               |
| 9.°  | Glayce Kelly     | 15     | Gerdau Minas       | 4               |
| 10.° | Savka Rendic     | 12     | Deportivo Murano   | 4               |

### Mejores armadoras
| Pos. | Jugadoras          | Dorsal | Equipos                 | Running sets |
| ---- | ------------------ | ------ | ----------------------- | ------------ |
| 1.°  | Macris             | 3      | Dentil Praia Clube      | 48           |
| 2.°  | Marina Scherer     | 3      | Alianza Lima            | 36           |
| 3.°  | Jenna Gray         | 10     | Gerdau Minas            | 27           |
| 4.°  | Francine           | 1      | Gerdau Minas            | 23           |
| 5.°  | Juana Giardini     | 13     | Estudiantes de La Plata | 19           |
| 6.°  | Juliana            | 8      | Dentil Praia Clube      | 8            |
| 7.°  | Candela Poncet     | 18     | Atlético Barbato        | 4            |
| 8.°  | Camila Peixoto     | 19     | Atlético Barbato        | 3            |
| 9.°  | Natalia Pellegrino | 3      | Estudiantes de La Plata | 2            |
| 10.° | Mishelle Herrera   | 8      | San Martín              | 1            |

### Mejores receptoras
| Pos. | Jugadoras         | Dorsal | Equipos                 | Excelentes |
| ---- | ----------------- | ------ | ----------------------- | ---------- |
| 1.°  | Natinha           | 2      | Dentil Praia Clube      | 43         |
| 2.°  | Paola Goñi        | 17     | Atlético Barbato        | 29         |
| 3.°  | Esmeralda Sánchez | 21     | Alianza Lima            | 28         |
| 4.°  | Camila            | 14     | Atlético Barbato        | 19         |
| 5.°  | Ysabella Sánchez  | 18     | Alianza Lima            | 18         |
| 6.°  | Sofya Kuznetsova  | 7      | Dentil Praia Clube      | 18         |
| 7.°  | Camila Donoso     | 3      | Deportivo Murano        | 17         |
| 8.°  | Paloma Routaboul  | 8      | Estudiantes de La Plata | 17         |
| 9.°  | Catalina Melo     | 77     | Deportivo Murano        | 15         |
| 10.° | Melissa Páez      | 5      | Atlético Barbato        | 13         |

## Premios individuales
| Categoría                  | Jugadora          | Club               |
| -------------------------- | ----------------- | ------------------ |
| Jugadora más valiosa (MVP) | Adenizia          | Dentil Praia Clube |
| Mejor armadora             | Macris            | Dentil Praia Clube |
| Mejores puntas receptoras  | Ysabella Sánchez  | Alianza Lima       |
| Mejores puntas receptoras  | Payton Caffrey    | Dentil Praia Clube |
| Mejores centrales          | Adenizia          | Dentil Praia Clube |
| Mejores centrales          | Julieta Lazcano   | Alianza Lima       |
| Mejor opuesta              | Kisy              | Gerdau Minas       |
| Mejor líbero               | Esmeralda Sánchez | Alianza Lima       |